# ANRS - Maladies infectieuses émergentes
 (juillet 2019).
Si vous disposez d'ouvrages ou d'articles de référence ou si vous connaissez des sites web de qualité traitant du thème abordé ici, merci de compléter l'article en donnant les références utiles à sa vérifiabilité et en les liant à la section « Notes et références ».
L'ANRS - Maladies infectieuses émergentes (ANRS MIE) est une agence autonome de l'Inserm ayant pour mission l'animation, l'évaluation, la coordination et le financement de la recherche publique sur le VIH/sida, les hépatites virales, les infections sexuellement transmissibles, la tuberculose et les maladies infectieuses émergentes et ré-émergentes (notamment les infections respiratoires émergentes, dont la Covid-19, les fièvres hémorragiques virales, les arboviroses).
L'ANRS MIE est née en 2021 du rapprochement de l'Agence nationale de recherches sur le sida et les hépatites virales (ANRS), créée en 1988 pour lutter à l'origine contre le VIH, avec le consortium REACTing.

## Historique
L'ANRS est créée en 1988, sept ans après la première description en 1981 d'un syndrome inconnu apparu aux États-Unis, et cinq ans après l'identification du virus de l'immunodéficience humaine (VIH) responsable du sida par une équipe de recherche française de l'Institut Pasteur, dont fait partie Françoise Barré-Sinoussi.
Devant l'ampleur que prend cette épidémie, Claude Got, dans un rapport rédigé à la demande du ministre de la Santé de l'époque, préconise la mise en place de trois entités pour : la prise en charge des malades, les questions éthiques et la recherche en matière de sida. Ces entités, effectivement créées sont : l'Agence française de lutte contre le sida (AFLS), le Conseil national du sida (CNS) et l'Agence nationale de recherches sur le sida (ANRS) qui voit le jour en novembre 1988.
En 2021, le rapprochement de l'Agence nationale de recherches sur le sida et les hépatites virales et du consortium Research and action targeting emerging infectious diseases (REACTing) crée une nouvelle agence, l'ANRS | Maladies infectieuses émergentes, dont le périmètre de recherche est étendu aux maladies infectieuses émergentes.

## Statut
En 1992, l'ANRS devient un groupement d'intérêt public (GIP). Le GIP a été créé par convention constitutive et approuvé par un arrêté du 1er juillet 1992, pour une durée initiale de six ans. En 1998, il est prorogé jusqu'au 31 décembre 2000, puis à nouveau en 2000 jusqu'au 31 décembre 2003, en 2003 jusqu'au 31 décembre 2009, et en 2009 jusqu'au 31 décembre 2011.
À sa création, le GIP associe comme partenaire l'État, représenté par le ministère de la Recherche, le Centre national de la recherche scientifique (CNRS), l'Institut national de la santé et de la recherche médicale (Inserm) et l'Institut Pasteur. Le 7 juillet 1995, un arrêté approuvant la convention constitutive modifiée, complète la liste des membres avec pour nouveau partenaire le ministère de la Santé.
Au 1er janvier 2012, elle devient agence autonome de l'Inserm.

## Missions et actions
Dès sa création, les missions de l'ANRS sont de fédérer, coordonner, animer et financer l'ensemble de la recherche publique sur le sida.
En 1994, le premier site de recherche de l'ANRS ouvre à Dakar, au Sénégal.
Il existe maintenant des sites de recherche partenaires dans huit pays du sud : au Brésil, Sénégal, Côte d'Ivoire, Burkina Faso, Cameroun, Égypte, Cambodge et Vietnam.
En 1999, face à l’ampleur de l'épidémie d'hépatites virales, les pouvoirs publics ont élargi la mission de l'ANRS à la recherche clinique sur les hépatites virales en France et dans les pays aux ressources limitées.
En 2005, l’ANRS a de nouveau vu son domaine d'intervention s'élargir puisqu'elle est alors chargée de coordonner et financer tous les secteurs scientifiques concernés par l'étude des hépatites virales, principalement l'hépatite B et l'hépatite C. L'ANRS est ainsi devenue l'Agence nationale de recherches sur le sida et les hépatites virales, tout en conservant son sigle ANRS.
En 2013, l'ANRS renouvelle son identité avec la création d'un nouveau logo.
En 2020, l'ANRS inclut dans ses appels à projets les recherches sur les infections sexuellement transmissibles (IST) et la tuberculose.
En 2021, l'ANRS fusionne avec REACTing. Cette nouvelle agence élargit son périmètre aux maladies infectieuses émergentes, dont les fièvres hémorragiques virales, les arboviroses et les infections respiratoires émergentes, comme la Covid-19. L’agence couvre tous les domaines de la recherche : recherche fondamentale, clinique, en santé publique et en sciences de l’homme et de la société ; son organisation met l’accent sur l’innovation et le renforcement de partenariats internationaux. Avec une approche One Health, s’intéressant à la santé humaine, animale et à l’impact de l’homme sur l’environnement, l’agence prépare la réponse aux enjeux scientifiques posés par les maladies émergentes et à son déploiement en temps de crise. L’agence fédère et anime plusieurs réseaux nationaux et internationaux de chercheurs et de médecins employés par les principaux organismes de recherche, universités, centres hospitaliers ou associations. Les associations de patients et les représentants de la société civile sont pleinement intégrés à sa gouvernance et à son fonctionnement.

Logo de l'ANRS jusqu'en 2013
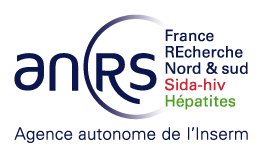
Logo de l'ANRS entre 2013 et 2020
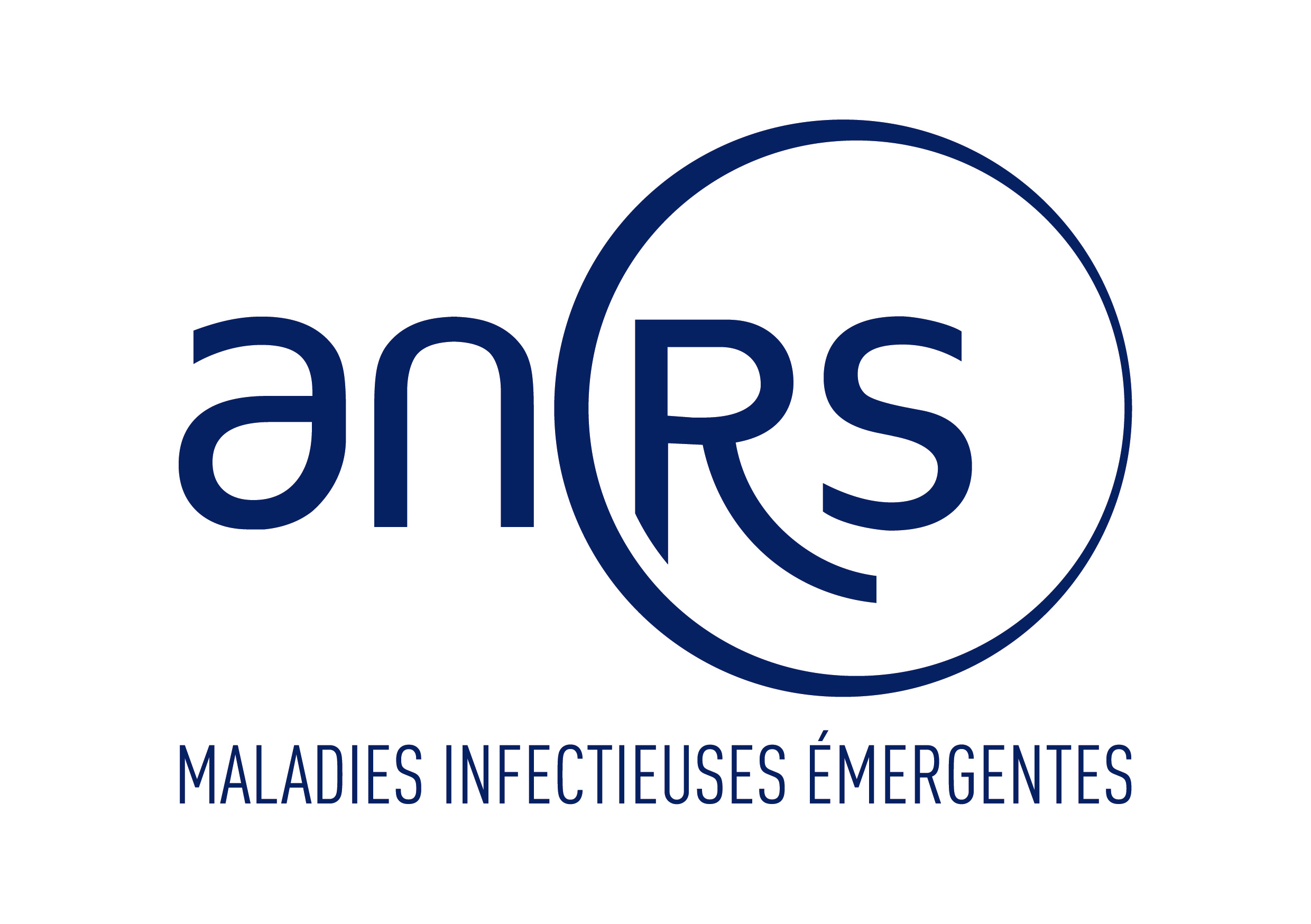
Logo de l'ANRS en 2021
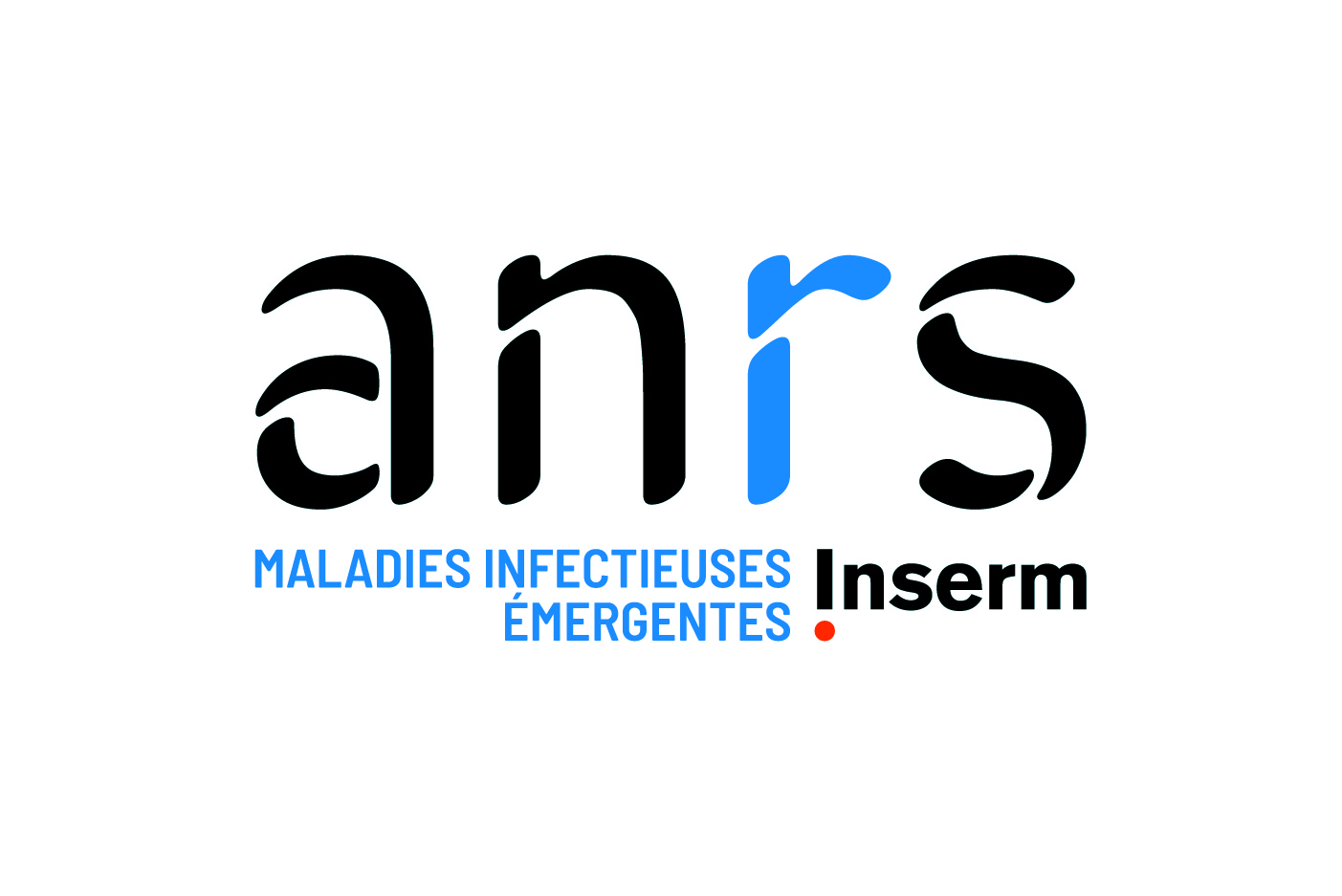
Logo actuel

## Thématiques de recherche
L'ANRS aborde la recherche sur le VIH, les hépatites, les IST, la tuberculose et les maladies infectieuses émergentes de manière pluridisciplinaire. Elle est organisée en départements scientifiques dont les domaines de compétences portent sur : la recherche fondamentale, la recherche clinique, la recherche en santé publique et en sciences humaines et sociales, l'innovation, les soutiens structurants à la recherche et les partenariats et stratégie.
Depuis 2012, le département de pharmacovigilance assure la pharmacovigilance de l’ensemble des recherches promues par l’ANRS et par l’Inserm, de l’évaluation et de la validation des protocoles jusqu’à la gestion quotidienne de la sécurité des patients.
La recherche vaccinale qui a pour objectif de mettre au point un vaccin préventif efficace contre les infections à VIH et VHC était également pris en charge par l'ANRS mais est maintenant confié au Vaccine Research Institute (VRI).

## Organisation

### Conseil d'orientation
Depuis l'intégration de l'ANRS à l'Inserm en tant qu'agence autonome en 2012, un conseil d'orientation, composé de 15 membres, remplace l'ancien conseil d'administration. Il est chargé de faire de définir les grandes orientations stratégiques de l'ANRS, d'approuver ses actions, son budget et son bilan de gestion, et se prononce sur toute question relative au fonctionnement de l'agence.

### Conseil scientifique
Le conseil scientifique est constitué de 15 membres, personnalités scientifiques, et de 2 membres représentant le milieu associatif. Ces membres sont choisis soit pour leurs compétences scientifiques dans le domaine du VIH/sida et des hépatites, soit pour leur capacité à évaluer objectivement les actions menées à l'ANRS. Ils sont désignés par le directeur de l'agence. Leur mandat est de quatre ans, renouvelable une fois. 
Le conseil exprime un avis sur les orientations scientifiques de l'ANRS, sur l'ensemble de ses actions, conduit une réflexion prospective et établit le bilan des travaux menés. Il se réunit autant de fois que nécessaire et au minimum une fois par an.

## Directeurs
- 1988 - 1998 : Jean-Paul Levy
- 1998 - 2005 : Michel Kazatchkine
- 2005 - 2017 : Jean-François Delfraissy
- 2017 - 2020 : François Dabis
- 2021 -  : Yazdan Yazdanpanah

## Partenariat
Du fait des recherches qu'elle soutient et de son implication dans les pays du sud, l'ANRS a établi un dense réseau de partenaires en France, avec les organismes de recherche et les hôpitaux, et également avec la plupart des grandes organisations internationales spécialisées dans la recherche et la santé.
L'ANRS est également associée très étroitement aux associations de patients qui jouent un rôle essentiel dans la combat contre ces épidémies.